# Одіссея
«Одіссе́я» (дав.-гр. Ὀδύσσεια, Odýsseia) — давньогрецька епічна поема про пригоди Одіссея, царя Ітаки. Описує 40-днів життя героя: поневіряння після Троянської війни, повернення додому і помсту залицяльникам до його дружини Пенелопи. Шедевр світової літератури. Авторство приписується легендарному Гомеру. Написана між 8 — 7 ст. до н. е., так званою гомерівською грецькою мовою. Складається з 24 пісень (частин). Близько 6 ст. до н. е. стала каноном грецької літератури разом з іншою гомерівською поемою «Іліадою». Написана пізніше від останньої; відображає час падіння царської влади в грецьких громадах і початкові періоди розвитку іонійської торгівлі та мореплавання. На відміну від богатирів-воїнів «Іліади», представляє героя нового типу — хитромудрого і багатостраждального Одіссея. Поле поетичного зору розширюється підвищеним інтересом до чужих земель, до побуту дрібного люду, жіноцтва тощо. Справила величезний вплив на формування античної культури і Західної цивілізації. Саме слово «одіссея» стало позначати тривалі мандри або блукання з різними пригодами. Використовувалася як взірець для творів європейських письменників пізнього середньовіччя і нового часу. Повністю перекладена українською Борисом Теном в 1963 році.

## Зміст
| Пісня | День                               | Події |
| ----- | ---------------------------------- | --- |
| 1     | День 1-й                           | Рада богів. Зібравшись на Олімпі, вони ухвалюють, щоб Одіссей, якого переслідує Посейдон і затримує німфа Каліпсо, повернувся нарешті у свою вітчизну, на острів Ітаку. Богиня Афіна, прибравши вигляд Мента, Одіссеєвого друга, з'являється синові Одіссея Телемахові й дає пораду поїхати до Пілоса і Спарти, щоб розвідати про батькову долю, радить йому також повиганяти женихів своєї матері Пенелопи, що господарюють в Одіссеєвім домі. Телемах після рішучої розмови з матір'ю і женихами лягає спати і мріє про подорож. |
| 2     | День 2-й і ранок 3-го дня          | Вранці Телемах наказує скликати ітакійських громадян на міську площу і всенародно вимагає на зборах, щоб женихи покинули його дім. Антіной зухвало з ним сперечається. Віще з'явлення орлів тлумачить Аліферс, якому грубо заперечує Еврімах. Телемах вимагає корабля, щоб їхати до Пілоса. Ментор дорікає громадянам за байдужість до Одіссеєвого сина. Після зборів, які свавільно розпустив Леокріт, Афіна у вигляді Ментора обіцяє Телемахові дати корабель і веслярів, а ключниця Евріклея споряджає його в дорогу. Телемах з уявним Ментором без відома матері відпливає до Пілоса. |
| 3     | День 3-й і 4-й до вечора 5-го дня  | Прибувши до Пілоса, Телемах зустрічається з Нестором, який разом із своїм народом на березі моря приносить жертву Посейдонові. Нестор розповідає йому про пригоди ахеян після зруйнування Трої і радить Телемахові довідатись про свого батька у лакедемонського владаря Менелая. Переночувавши у Нестора, Телемах з його сином Пісістратом вирушають кіньми в путь і після двох днів дороги ввечері прибувають до Лакедемону. |
| 4     | Вечір 5-го дня і день 6-й          | Прибулих до Лакедемону Телемаха і Пісістрата Менелай запрошує на весілля своїх сина й дочки, що саме відбуваються в його домі. Менелай і дружина його Єлена пізнають Телемаха і розповідають про пригоди під Троєю і наступну долю ахейських вождів, про подвиги Одіссея та затримання його у німфи Каліпсо на острові Огігії. Тим часом женихи, довідавшись про відплиття Телемаха, замишляють убити його, коли він повертатиметься. Пенелопа тяжко сумує, довідавшись про від'їзд сина і замах на його життя. Зворушена молитвою, Афіна підбадьорює Пенелопу віщим сном. Женихи на чолі з Тіноєм вирушають у море, щоб перестріти Телемаха біля острова Астеріди. |
| 5     | День 7-й і далі до кінця 31-го дня | Рада богів. Вони посилають Гермеса до німфи Каліпсо з наказом негайно відпустити Одіссея. Каліпсо дає Одіссеєві знаряддя, потрібні для побудови плота. За чотири дні судно готове, і на п'ятий день Одіссей відпливає, одержавши від Каліпсо все потрібне в дорозі. Сімнадцять днів плавання триває благополучно. На вісімнадцятий день Посейдон, повертаючись від ефіопів, упізнає в морі Одіссея, що плив на легкому своєму плоті; він насилає бурю, яка руйнує пліт; але Одіссей одержує від Левкотеї намітку, яка рятує його від затоплення; цілих три дні носять Одіссея бурхливі хвилі; нарешті надвечір третього дня він виходить на берег феакійського острова Схерії. |
| 6     | 32-й день                          | Афіна уві сні спонукає Навсікаю, дочку феакійського владаря Алкіноя, йти разом з подругами й служницями прати білизну у струмку. Вони ладнаються з пранням біля того місця, де Одіссей лежить у глибокому сні. Прокинувшись від їх голосів, він наближається до Навсікаї і просить її дати йому одяг та пристанище; владарівна запрошує його йти слідом за нею до міста і дає потрібні поради. Він супроводить Навсікаю до Палладиного гаю, що був недалеко від міста. |
| 7     | Вечір 32-го дня                    | Одіссей входить до міста; біля воріт з ним зустрічається Афіна у вигляді феакійської діви; вона огортає його млою, і він, ніким не помічений, наближається до Алкіноєвого дому. Опис владаревого дому й саду. Увійшовши до господи, де в той час володар бенкетував з гостями, Одіссей підходить до владаревої дружини Арети, і мла, що його оточувала, зникає. Він благає Арету дарувати йому засіб повернутися на батьківщину. Алкіной запрошує його до столу. Після бенкету гості розходяться. Одіссей, залишившись один з Алкіноєм і Аретою, розповідає їм, як він відплив з острове Огігії, як буря викинула його на береги Схерії і як він одержав одяг Від владарівни Навсікаї. Алкіной дає обіцянку вирядити його на фсакійському кораблі до Ітаки. |
| 8     | День 33-й                          | Алкіной, запропонувавши усім громадянам, що зібрались на площі, допомогти вирядити Одіссея на його батьківщину, запрошує вельмож і корабельників до себе на обід. Спів Демодока під час обіду. Потім розваги: біг, кидання диска, боротьба, бій навкулачки. Одіссей, ображений Евріалом, кидає камінь і всіх вражає своєю силою. Танок, під час якого Демодок співає про Арея й Афродіту. Всі повертаються до господи. Одіссея щедро обдаровано. За вечерею Демодок співає про дерев'яного коня і подвиги вождів ахейських. Його пісня викликає в очах Одіссея сльози; Алкіной розпитує про причини його скорботи і просить розповісти про свої пригоди. |
| 9     | Вечір 33-го дня                    | Одіссей розповідає про свої пригоди. Відплиття від берегів троянських. Зруйнування Ісмара, міста кіконів, та загибель багатьох супутників Одіссея. Буря. Відвідання лотофагів. Прибуття до країни кіклопів. Одіссей, залишивши біля Козиного острова свої кораблі, з одним власним кораблем пристає до берега кіклопів, що був недалеко. Вибравши дванадцять товаришів, він входить з ними в печеру Поліфема. Загибель шести супутників Одіссеєвих, яких пожер кіклоп. Оп'янивши його, Одіссей проколює йому око і потім хитрощами рятує себе й товаришів від його люті. Вони викрадають кіклопову тару і повертаються на Козиний острів. Поліфем благає батька Посейдона помститись за нього Одіссеєві. |
| 10    | Вечір 33-го дня                    | Одіссей продовжує розповідати про свої пригоди. Прибуття на острів Еолію. Еол, володар вітрів, дає Одіссеєві провідником Зефіра і доручає йому міцно зав'язати міх, в якому містяться інші вітри. Підійшовши на віддаль, з якої видно Ітаку, Одіссей засинає. Його супутні розв'язують міх; здіймається велика буря, яка приносить їх знову до Еолового острова. Але розлючений Еол наказує Одіссеєві забиратися геть. Лестригони знищують одинадцять кораблів Одіссеєвих; з останнім пристає він до острова Кіркеї. Вона перетворює його супутців у свиней; але Гермес дає йому засіб подолати її чари. Перемігши Кіркею, Одіссей умовляє її відновити людський вигляд його супутцям. Провівши рік на острові, він вимагає нарешті, щоб вона повернула його на батьківщину; але Кіркея наказує йому спершу відвідати Океан біля входу в оселю Аїда розпитати пророка Тіресія про свою долю. Смерть Ельпенора. |
| 11    | Вечір 33-го дня                    | Одіссей продовжує розповідати про свої пригоди. Північний вітер приносить його корабель до берегів кімерійців, де течія Океану вливається в море; принісши жертву тіням, Одіссей викликає їх. З'являється Ельпенор; він вимагає похорону. Тінь Одіссеєвої матері. Поява Тіресія і його пророкування. Розмова Одіссея з тінню матері. Тіні стародавніх жінок виходять з Еребу і розповідають Одіссеєві про свою долю. Він хоче урвати розповідь, але Алкіной вимагає, щоб він її закінчив, і Одіссей продовжує говорити. Поява Агамемнона, Ахілла з Патроклом, Антілохом та Бантом. Видіння судді Міноса, звіролова Оріона, катувань Тітія, Тантала і Сізіфа, грізного Гераклового образу. Раптовий острах спонукає Одіссея повернутися на корабель, і Одіссей пливе назад за течією вод Океану. |
| 12    | Вечір 33-го дня                    | Одіссей закінчує свою розповідь. Повернення на острів Еею. Поховання Ельпенора. Кіркея описує Одіссею небезпеки, які мають трапитись йому в Дорозі. Він залишає її острів. Сирени. Блукаючі скелі. Плавання між скель Харібди і Скілли, яка одразу знищує шістьох із Одіссеєвих супутців. Всупереч волі Одіссея, корабель його зупиняється біля берегів Трінакії. Супуші його, затримані на острові супротивними вітрами, вичерпавши всі свої припаси, терплять голод і, нарешті, порушивши дану ними клятву, вбивають биків Геліоса. Роздратований бог вимагає, щоб Зевс покарав святотатство, і Одіссеїв корабель, що вийшов знову в море, розбито Зевсовими громами. Всі гинуть у хвилях, крім Одіссея, який, ще раз уникнувши Харібди і Скілли, опиняється на березі острова, де живе Каліпсо. |
| 13    | 34-й день і ранок 35-го            | Одіссей, нагороджений щедро царем Алкіноєм, царицею Аретою і феаками, залишає з наближенням ночі їх острів. Він засинає. Тим часом корабель феакійський, швидко закінчивши своє плавання, досягає Ітаки. Наблизившись до Ферганської пристані, мореплавці виносять сонного Одіссея на берег і там залишають його з усіма скарбами, які він одержав від феаків. А самі віддаляються. Роздратований Посейдон перетворює їхній корабель у скелю. Одіссей прокидається, але не впізнає своєї землі, яку Афіна вкрила густим туманом. Богиня зустрічається з ним у вигляді юнака. Він розповідає вигадану пригоду; тоді Афіна відкривається йому, прибравши вигляд діви. Сховавши Одіссеєві скарби у гроті наяд, богиня дає йому настанову, як помститися на женихах, перетворює його у злиденного старця і, наказавши йому йти у глиб острова до свинопаса Евмея, сама відлітає в Лакедемон до Телемаха.           |
| 14    | День 35-й                          | Одіссей приходить до Евмея; поснідавши з ним, він намагається запевнити старого свинопаса, що володар його незабаром повернеться, і підтверджує це клятвою, але Евмей йому не вірить. Одіссей розповідає вигадану пригоду про себе. Увечері й інші пастухи повертаються з пасовища. Евмей вбиває на вечерю вгодовану свиню. Холодна ніч; Одіссей вигаданою про себе історією спонукає Евмея дати йому теплу керею на ніч. Всі засинають у домі, лише один Евмей іде доглядати залишену в полі череду. |
| 15    | 35-й і 36-й день; ранок 37-го      | Афіна, з'явившись уві сні Телемахові, спонукає його повернутися на батьківщину. Щедро винагороджений Менелаєм і Єленою, він разом з Пісістратом залишає Лакедемон. Нічліг у Діокла. На другий день, минувши Пілос, Телемах сідає на корабель, бере з собою Теоклімена і вирушає в море. Тим часом Одіссей розповідає Евмеєві про свій намір іти до міста жебрачити і стати на слугування до женихів. Евмей затримує Одіссея в себе і радить йому дочекатися повернення Телемаха. За проханням Одіссея він розповідає йому про його батька й матір і про те, що з ним самим траплялось ужитті. Телемах, прибувши рано-вранці до берегів Ітаки, посилає свій корабель до міста, а сам іде до Евмея. |
| 16    | День 37-й                          | Телемах приходить до Евмея, і той приймає його з великою радістю. Він посилає Евмея в місто сповістити Пенелопу про повернення сина. Одіссей, підкоряючись Афіні, відкривається Телемахові; вони обмірковують разом, як умертвити женихів. Тим часом женихи, підбурювані Антіноєм, змовляються вчинити замах на Телемахове життя; але Амфіном радить їм насамперед довідатись про Зевсову волю. Пенелопа, дізнавшись про їхню змову, докоряє Антіноєві; Еврімах лицемірно намагається її заспокоїти. Евмей повертається до своєї оселі. |
| 17    | День 38-й                          | Телемах іде до міста, наказавши Евмеєві провести туди і свого гостя. Зустрінутий радісно матір'ю і домашніми, він потім іде на площу й приводить звідти з собою Теоклімена. Пенелопа розпитує його про те, шо з ним було під час подорожі; Теоклімен пророкує їй повернення Одіссея. Тим часом Евмей вирушає з Одіссеєм до міста; по дорозі вони зустрічають Мелантія, який обох їх ображає. Прийшовши до свого дому, Одіссей бачить у дворі свого старого собаку, який, упізнавши його, вмирає. Він входить у бенкетну господу і просить милостині в женихів; Антіной, лаючися з ним, кидає в нього ослоном. Пенелопа кличе його до себе, щоб розпитати про Одіссея; він обіцяє прийти до неї ввечері. |
| 18    | День 38-й                          | Бій Одіссея з Іром. Він безуспішно радить Амфіномові рохтучитися з женихами. Пенелопа подає їм надію на шлюб у найближчому майбутньому; вони приносять їй подарунки. Меланта ображає Одіссея. Еврімах кидає в нього ослоном. Женихи розходяться по домівках. |
| 19    | Вечір 38-го дня                    | Одіссей разом з Телемахом виносить зброю з їдальні, потім залишається наодинці. Меланта знов його ображає. Він розповідає Пенелопі вигадану про себе історію і запевняє її, що Одіссей незабаром повернеться до свого дому. Евріклея впізнає його по рубцеві на нозі; він наказує їй мовчати. Пенелопа розповідає йому сон свій, потім каже, що віддасть свою руку тому з женихів, котрий переможе інших стрільбою з Одіссеєвого лука; нарешті Пенелопа йде геть. |
| 20    | Ніч з 38-го, ранок 39-го дня       | Одіссей лягає спати в сінях; прокидається від ридань Пенелопи. Добрі прикмети, їдальню готують до учти. З'являється спочатку Евмей, потім Мелантій, який знову ображає Одіссея, і, нарешті, Філотій, що доглядає череди корів. Змагання стримує женихів, які мали намір умертвити Телемаха. За столом Ктесіпп ображає Одіссея. Серед женихів замішання: Теоклімен провіщає їм близьку загибель. |
| 21    | День 39-й                          | Пенелопа приносить Одіссеєві лук і стріли; побачивши їх, Евмей і Філотій проливають сльози; Антіной насміхається з них. Телемах встановлює жердини для стріляння й пробує натягнута лука; Одіссей подає йому знак, щоб він залишив лук. Женихи марно намагаються його натягнути. Одіссей відкривається Евмеєві і Філотію; вони готуються вмертвити женихів. Після невдалої Еврімахової спроби натягти лук Антіной пропонує відкласти стрільбу до наступного дня. Одіссей просить, щоб йому дозволили зробити спробу; женихи проти цього, але за наказом Телемаха лук подано Одіссеєві; він його натягує, стріляє і влучає в ціль. |
| 22    | День 39-й                          | Одіссей вбиває Антіноя, відкривається женихам і відкидає мирні наміри Еврімаха. Телемах приносить зверху зброю; він забуває зачинити двері, і в них входить Мелантій, який забезпечує женихів зброєю; але згодом його схоплюють Евмей з Філотієм і, зв'язавши, зачиняють нагорі. Поява Афіни спочатку у вигляді Ментора, потім у вигляді ластівки; серед женихів замішання. Усіх, за винятком окличника Медонта і співця Фемія, вбито. Одіссей наказує повиносити трупи з їдальні. Страта служниць і Мелантія. Одіссей посилає Евріклею покликати Пенелопу. |
| 23    | Вечір 39-го і ранок 40-го дня      | Евріклея приносить радісну звістку Пенелопі, яка йде разом з нею до бенкетної зали. Пенелопа не зразу впізнає свого чоловіка. Щоб обманути жителів міста, Одіссей розпочинає шумний танок; обмившись у купальні, він повертається до Пенелопи і, відкривши їй таємницю, розвіює всі її сумніви. Усі лягають спати. Одіссей і Пенелопа розповідають одне одному свої пригоди. З настанням ранку Одіссей іде до свого батька Лаерта. |
| 24    | 40-й день                          | Душі женихів, приведені Гермесом до Аїда, зустрічають там Ахілла і Агамемнона. Амфімедонт розповідає про загибель женихів Агамемнонові, який вихваляє мужнього Одіссея і доброчесну Пенелопу. Тим часом Одіссей відкривається батькові; під час обіду його впізнає Доліон і його сини. Чутка про загибель женихів спричинає в місті заколот. Евпейт веде своїх спільників проти Одіссея. Одіссей залишається переможцем. Між ворогуючими за допомогою Афіни укладається мир. |

## Сюжет

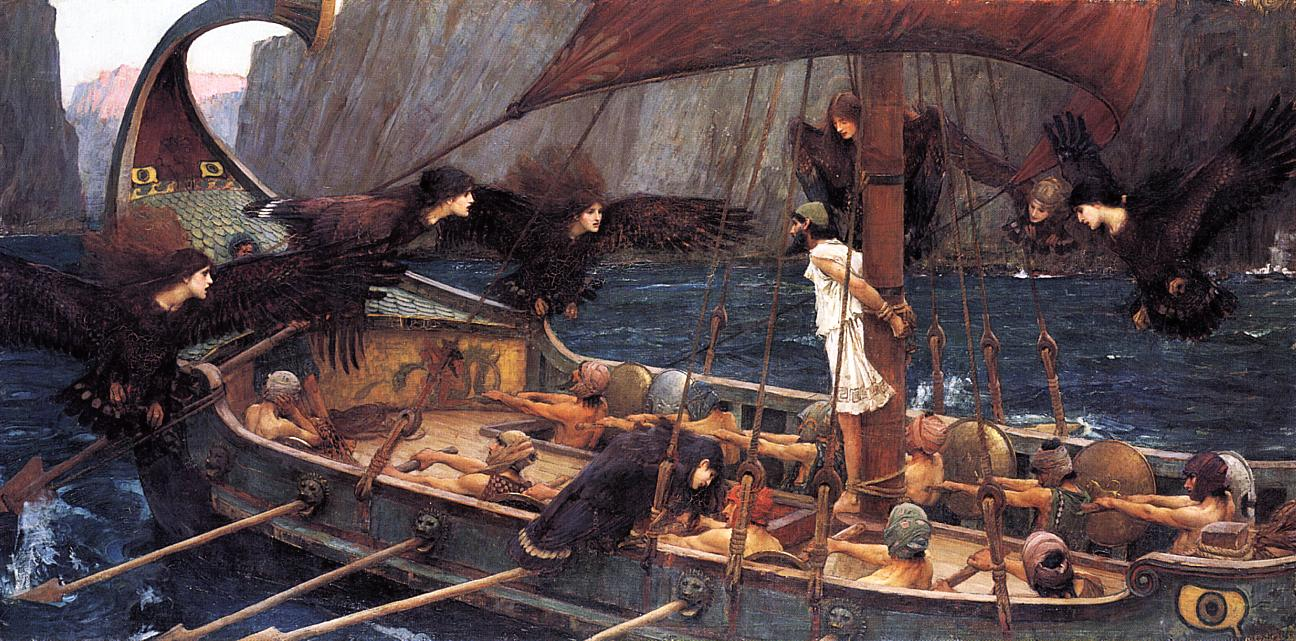
Джон Вільям Вотергаус, «Одіссей та сирени», 1891.

Поема «Одіссея», хоч і є своєрідним продовженням подій «Ілліади» (адже її герой був одним із ватажків архейського війська під мурами Трої), докорінно відрізняється від поеми про війну біля Іліона. Тут майже немає описів бойових дій (за винятком хіба що фінальних сцен побиття женихів Пенелопи і спогадів про бої самого Одіссея). Зате в другій поемі Гомера зросла роль авантюрно-чарівного та побутового елементу, зображення всіляких чудовиськ, фантастичних істот і пригод, а також побуту Еллади. Тому вона часто визначається не як героїчний, а як побутово-чарівний (фантастичний) епос.
Слово «одіссея» набуло загального значення і стало означати не лише назву твору геніального Гомера про довгий шлях додому володаря Ітаки, а й чиї-небудь довгі мандри і/або поневіряння. І це є яскравою ілюстрацією відлуння головної теми, провідного мотиву «Одіссеї» — зображення довгих мандрів і поневірянь базилевса Ітаки на шляху додому.
Цікаво, що як і в «Ілліаді», так і в «Одіссеї» зображені фрагменти подій «десятих років»: десятого року троянської війни і десятого року шляху Одіссея додому. Чи це випадковий збіг — цікаве питання для окремого дослідження (недаремно ж цифра «10» у міфології вважається сакральною).
Троянська війна була задумана богами ще й для того, щоб закінчилася доба героїв і настала нинішня, людська («залізна») доба. Тож хто з героїв не загинув під стінами Трої, мусив загинути на зворотньому шляху. «Одіссея» охоплює 40 днів. І хоча на казкові пригоди припадає лише півсотні із трьохсот сторінок поеми, людство пам'ятає в першу чергу саме їх.
Одіссей нудиться на острові, де його насильно утримує німфа Каліпсо. У цей час на Ітаці до його дружини Пенелопи сватаються численні женихи, що бенкетують у його будинку і марнують його багатства. За рішенням ради богів Афіна вирушає в Ітаку і схиляє юного сина Одіссея Телемаха вирушити до Пілоса і Спарти, щоб розпитати про долю батька. У Спарті, радо прийнятий Менелаєм і Єленою, Телемах довідується, що Одіссей перебуває в полоні у Каліпсо. Женихи, налякані від'їздом Телемаха, влаштовують засідку, щоб вбити його на зворотному шляху.
Боги надсилають Гермеса до Каліпсо з наказом відпустити Одіссея, який на плоті пускається по морю. Дивом врятувавшись від бурі, яку підняв ворожий йому Посейдон, Одіссей випливає на берег острова, де живе щасливий народ — феаки, мореплавці з казково швидкохідними кораблями. Цар Алкіной гостинно приймає мандрівника у своєму розкішному палаці і влаштовує на його честь бенкет та ігри, де сліпий співак Демодок оспівує подвиги Одіссея.
До слова, схожість заспівів «Ілліади» й «Одіссеї» є одним зі свідчень єдності їхнього задуму. Дія «Одіссеї» розгортається як у казкових краях велетнів і чудовиськ, так і на реально (як і в «Іліаді»), до деталей описаному острові Ітака, де Одіссея чекали його вірна дружина Пенелопа з сином Телемахом.
Оповідання («апологи») Одіссея:

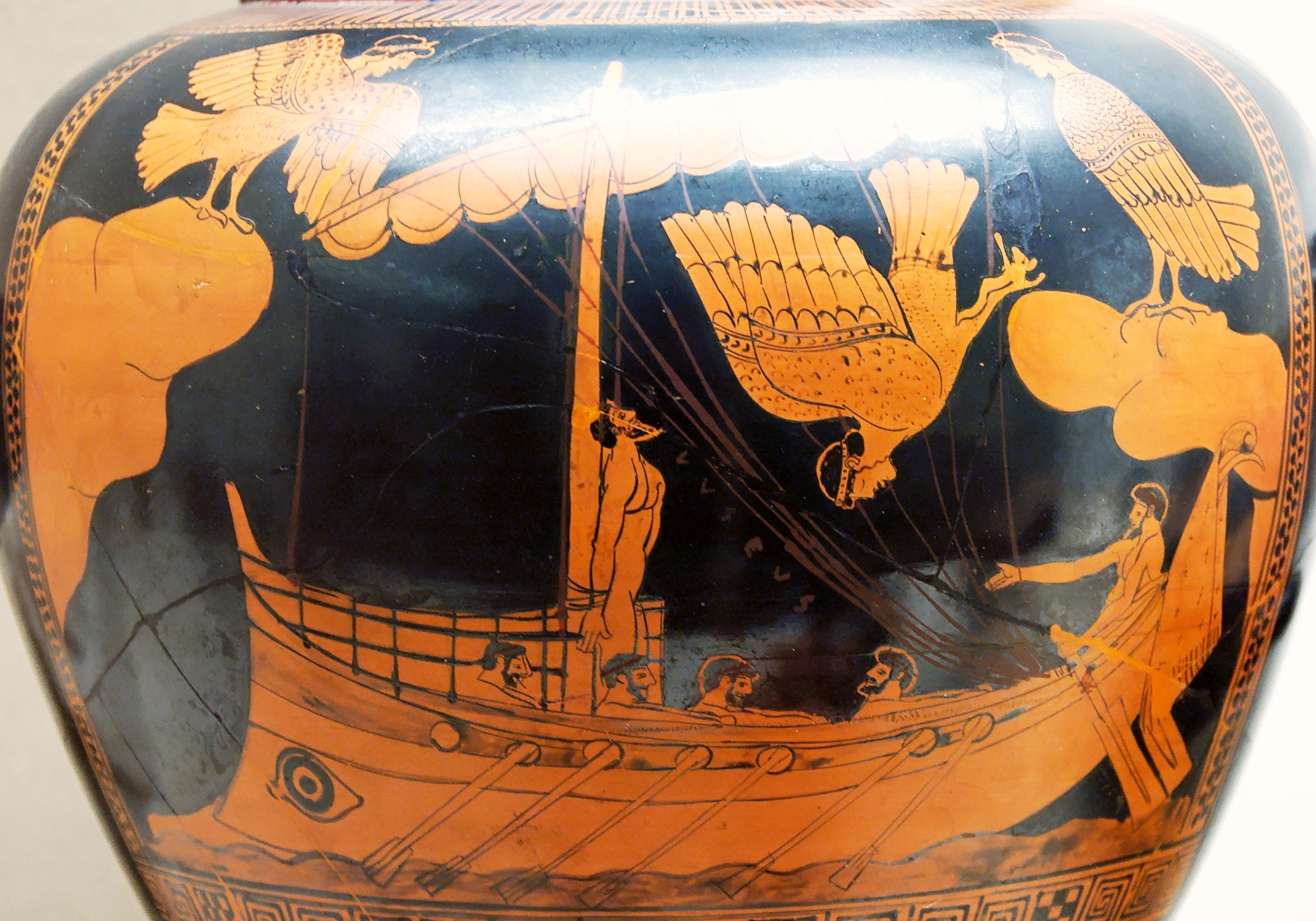
Одіссей та сирени. Аттичний червонофігурний стамнос із Вульчі, Вазописець сирен

- Одіссей відвідав країну лотофагів, що харчуються лотосом. Кожен, хто покуштував лотоса, забуває про батьківщину.
- Велетень-людожер, циклоп Поліфем, зжер у своїй печері декількох товаришів Одіссея. Але Одіссей напоїв і засліпив циклопа і врятувався з іншими товаришами з печери під вовною баранів.
- За це Поліфем накликав на Одіссея гнів свого батька Посейдона. Бог вітрів Еол вручив Одіссею міхи із зав'язаними в ньому вітрами. Але недалеко від батьківщини супутники Одіссея розв'язали міхи — і буря знову відкинула їх у море.
- Людожери-лестригони знищили всі кораблі Одіссея, крім одного, який пристав до острова чарівниці Кірки (Цірцеї), що обернула супутників Одіссея у свиней. Переборовши чари за допомогою Гермеса, Одіссей протягом року був чоловіком Кірки.
- Одіссей спускався в царство мертвих, щоб розпитати віщуна Тіресія і розмовляв з тінями матері і померлих друзів.
- Плив повз Сирен, що затягають мореплавців чарівним співом і гублять їх. Проїжджав між стрімчаками, на яких живуть чудовиська Сцилла і Харибда. На острові сонячного бога Геліоса супутники Одіссея вбили бика бога, і Зевс наслав бурю, що знищила корабель Одіссея з усіма супутниками. Одіссей виплив на острів Каліпсо.

Феаки відвозять його на батьківщину. За що розгніваний Посейдон обертає їхній корабель у стрімчак. Перетворений Афіною у жебрака, Одіссей йде до вірного свинопаса Евмея. Телемах, що повертається зі Спарти, благополучно уникає засідки женихів і зустрічається у Евмея з Одіссеєм, який відкривається сину. Одіссей повертається у свій будинок під виглядом жебрака, піддаючись образам з боку наречених і слуг. Лише стара нянька Евріклея впізнає Одіссея за рубцем на нозі. Пенелопа обіцяє свою руку тому, хто, зігнувши лук Одіссея, пропустить стрілу через 12 каблучок. Лише злиденний прибулець виконує завдання Пенелопи, після чого вбиває женихів і страчує слуг, що зрадили його. Пенелопа нарешті впізнає Одіссея, який повідомляє їй відому лише їм двом альковну таємницю. Поема закінчується сценами прибуття душ наречених у пекло, побаченням Одіссея з його батьком Лаертом і укладанням миру між Одіссеєм та родичами убитих.

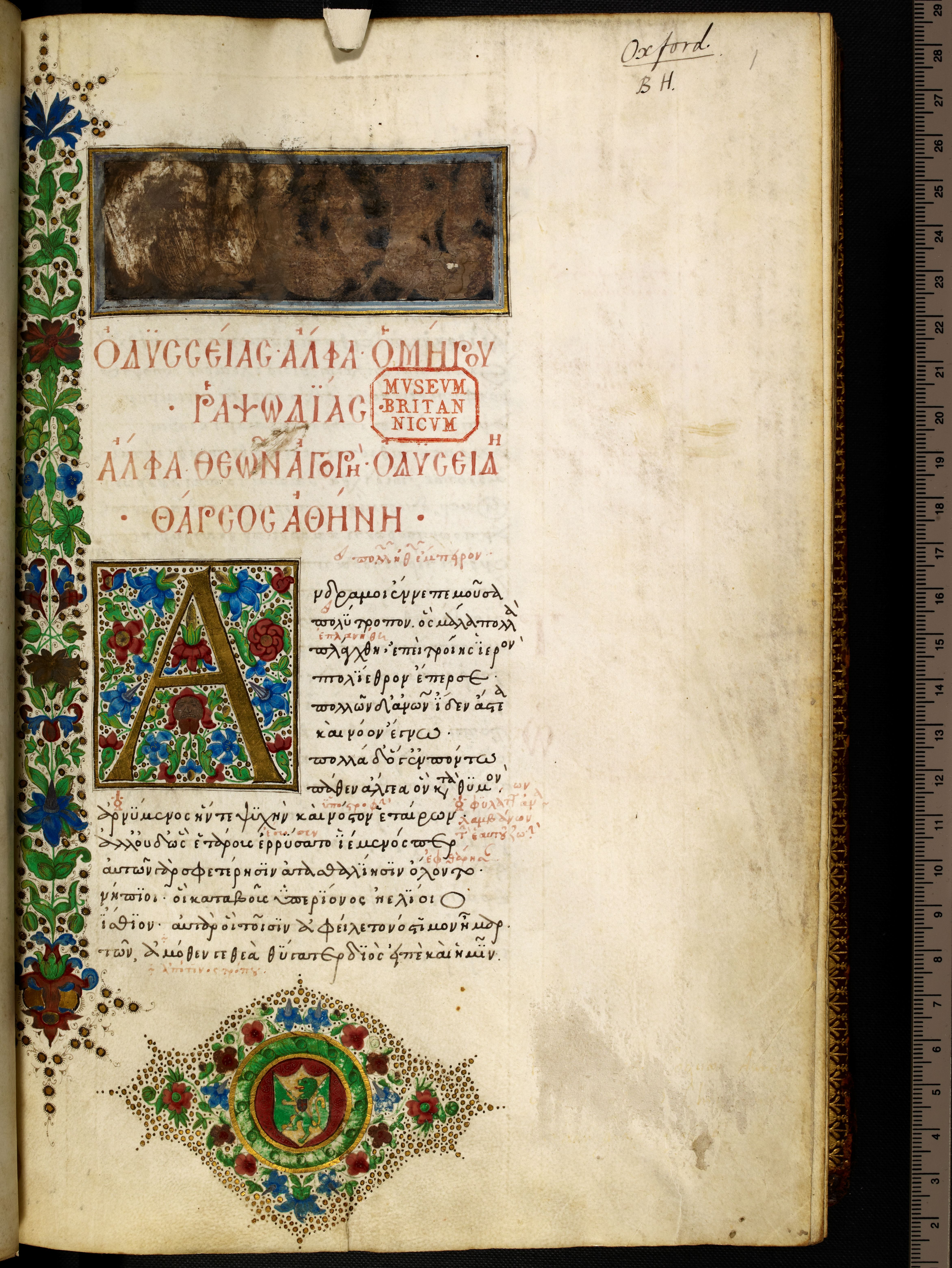
Гомер, Одіссея, рукопис, 3-тя чверть XV століття (Британська бібліотека)

## Композиція
«Одіссея» побудована на дуже архаїчному матеріалі. Герой Одіссей (в етрусків Uthsta, лат. Ulixes — Уліксес) — стародавня, очевидно ще «догрецька» фігура з трохи елінізованим народною етимологією ім'ям. Сюжет про чоловіка, що повертається після довгих мандрівок невпізнаним на батьківщину і потрапляє на весілля дружини, належить до числа широко розповсюджених фольклорних сюжетів, так само як і сюжет «сина, що вирушає на пошуки батька». Майже всі епізоди мандрівок Одіссея мають численні казкові паралелі. Сама форма розповіді від першої особи є традиційною в цьому жанрі (фольклор мореплавців). В оповіданнях, вкладених у вуста Одіссея («апологах»), могли відкластися і географічні спостереження іонійських мореплавців, але численні спроби географічної локалізації мандрівок Одіссея не призвели до однозначних результатів. Техніка оповідання в «Одіссеї» загалом близька до «Іліади», але молодший епос відрізняється більшим мистецтвом в об'єднанні різноманітного матеріалу. Окремі епізоди мають менш ізольований характер і утворюють цілісні групи.

## Авторство
Ще в античності виникло критичне ставлення до авторства Гомера. Через певні протиріччя у текстах окремі автори вважали, що «Іліада» та «Одіссея» належать двом різним поетам. Однак гору одержала думка Арістарха, який вважав, що обидві поеми належать Гомеру: «Іліада» написана поетом у молоді роки, а «Одіссея» — у старості.
«Пісенна» теорія Ф. Вольфа, яка з'явилась у XVIII ст. і пояснювала виникнення великих поем механічним «зшиванням» окремих «пісень», надалі рідко застосовувалася. Набагато поширенішою стала гіпотеза Кірхгофа, що «Одіссея» є переробкою декількох «малих епосів» («Телемахія», «мандри», «повернення Одіссея» тощо). Недоліком цієї гіпотези є те, що вона розриває на частини сюжет «повернення чоловіка», цілісність якого засвідчена подібними оповіданнями у фольклорі інших народів. «Аналітичній» гіпотезі протистоїть «унітарна», що розглядає поему як цілісний твір єдиного автора. На користь унітарної гіпотези свідчить ідеологічна єдність «Одіссеї» і творчий характер переробки сюжету.

## Переклади

### Українські
Українською мовою «Одіссею» перекладали Іван Франко, Леся Українка, П. Ніщинський. Збереглися також уривки перекладу Олександра Потебні. Класичним вважається переклад Бориса Тена.
- Гомерова Одиссея, гексаметром на мову українсько-руську перевіршована / переклад П. Байди. Львів, 1889, 1892.
- Русов А. Отрывки из перевода Одиссеи // Потебня, А. А. Изъ записокъ по теоріи словесности. Харьковъ, 1905. Приложенія. С. 538—583.
- Гомер. Одіссея (Пісні 3-4, 1888) // Леся Українка. Зібрання творів: у 12 т. Київ: Наукова думка, 1975 р., Т. 2, С. 295—307.
- Гомер. Одіссея / переклад із старогрецької Б. Тен ; Інститут літератури ім. Т. Г. Шевченка НАН України. Київ: Дніпро, 1963.
  - перевидання: Київ: Дніпро, 1968.
  - перевидання: Харків: Фоліо, 2001; 2002; 2004; 2008 (Бібліотека світової літератури)
- Гомер. Одіссея / пер. з давньогрецької Петра Байди‑Ніщинського. — Львів : Апріорі, 2022. — 544 с. — (Бібліотека античної літератури). — ISBN 978‑617‑629‑708‑6.

### Польські
- Odyssea Homerowska ku czci Ulissa Laertowicza z Itaki / per. Jacka Idziego Przybylskiego. 1815.
- Odyssea / per. Lucjana Siemieńskiego. 1873.
- Odyseja / per. Józefa Wittlina. 1924 roku (виправлені видання: 1931 i 1957)
- Odyseja / per. Jana Parandowskiego. 1953 roku (прозовий переклад)

### Російські
- Одиссея. Героическое творение Омира. Переведена с еллиногреческого языка [прозой П. Е. Екимовым]. Ч. 1-2. Москва, 1788.
- Одиссея / Пер. [прозой] И. Мартынова. В 4 ч. Санкт-Петербург, 1826—1828.
- Гомерова Одиссея / пер. с древнегреческого В. А. Жуковский. Санкт-Петербург, 1842—1849.
  - 2-е видання: Собрание сочинений В. Жуковского. 6-е изд. Санкт-Петербург: тип. Имп. Акад. наук, 1869.
- Гомер. Одиссея в изложении Лукаса Коллинза / Пер. с англ. Ф. Резенера. СПб.: В. Ковалевский, 1876.
- Гомер. Одиссея / Пер. П. А. Шуйского. Свердловск, 1948.
- Гомер. Одиссея / Пер. В. Вересаева. Москва, 1953.

## Рейтинги
- Разом з «Іліадою» є номером 8 у Рейтингу 100 найкращих книг усіх часів журналу Ньюсвік[3].

## У культурі

### Відеоігри
- Assassin's Creed Odyssey (2018) — рольовий бойовик, стелс, події якого відбуваються в античній Греції та частково посилаються на Одіссею.

### Кінематограф
- Повернення Одіссея (1908) — французький фільм .
- Одіссея (1911) — італійський фільм.
- Одіссея (1954) — італо-американський фільм. Одіссей — Кірк Дуглас, Пенелопа — Сільвана Мангано.
- Одіссея (1968)
- Уліс 31 (1981) — японсько-французький анімаційний фільм. Науково-фантастична адаптація Одіссеї.
- Ностос: Повернення (1989) — італійський пригодницький фільм.
- Погляд Одіссея (1995) — грецький фільм Тео Ангелопулоса.
- Одіссея (1997) — мінісеріал Андрія Кончаловського. Одіссей — Арманд Ассанте, Пенелопа — Грета Скаккі.
- О, де ж ти, брате? (2000) — гумористична інтерпретація Одіссеї та роману «Уліс» Джеймса Джойса.
- Повернення (2024) — італо-англійський фільм Уберто Пазоліні. Одіссей — Рейф Файнз, Пенелопа — Жюльєт Бінош.
- Одіссея (2026) — американський фільм Крістофера Нолана. Одіссей — Метт Деймон.

### Мистецтво

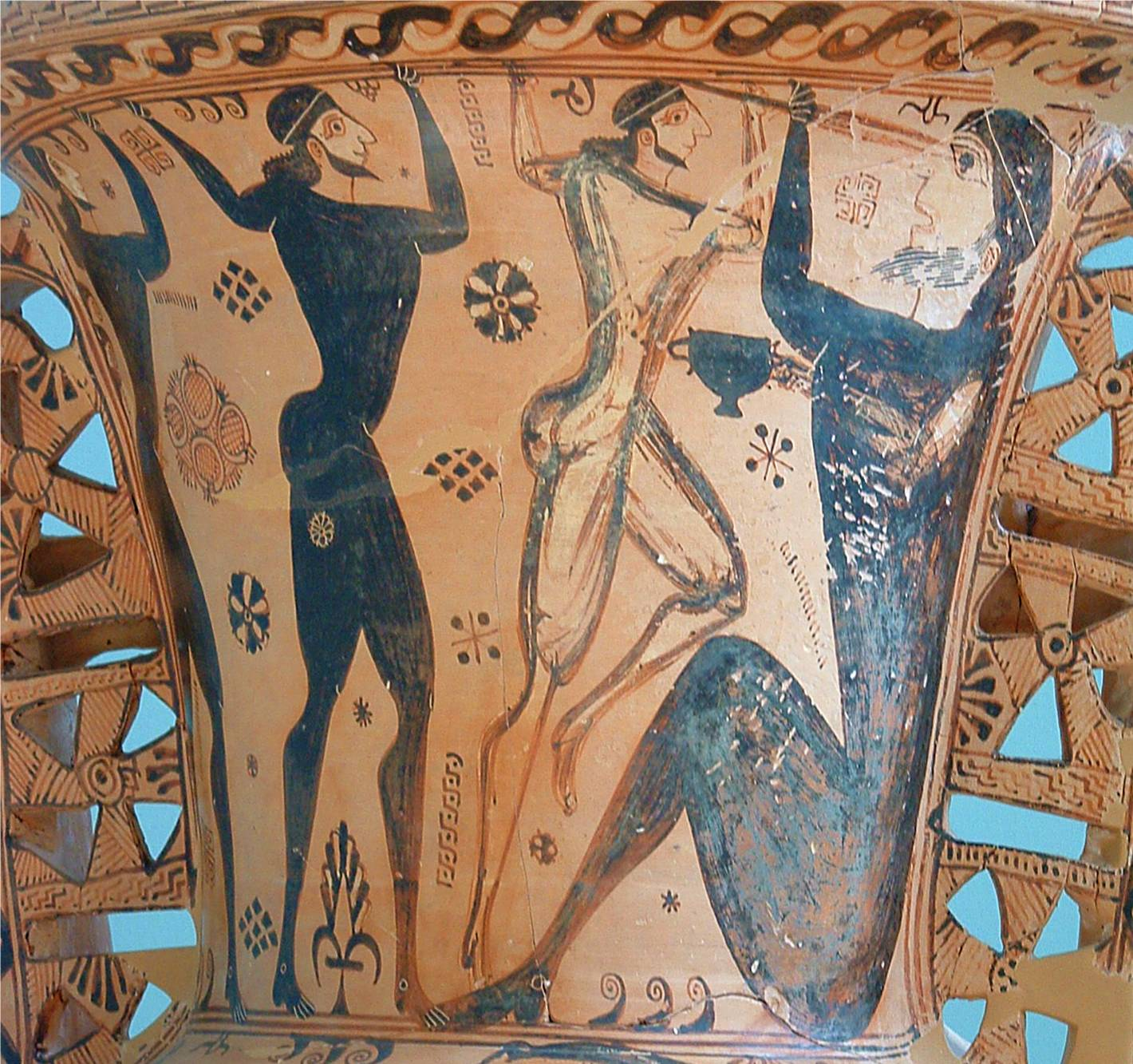
Одіссей і Поліфем бл. 660 до н.е.
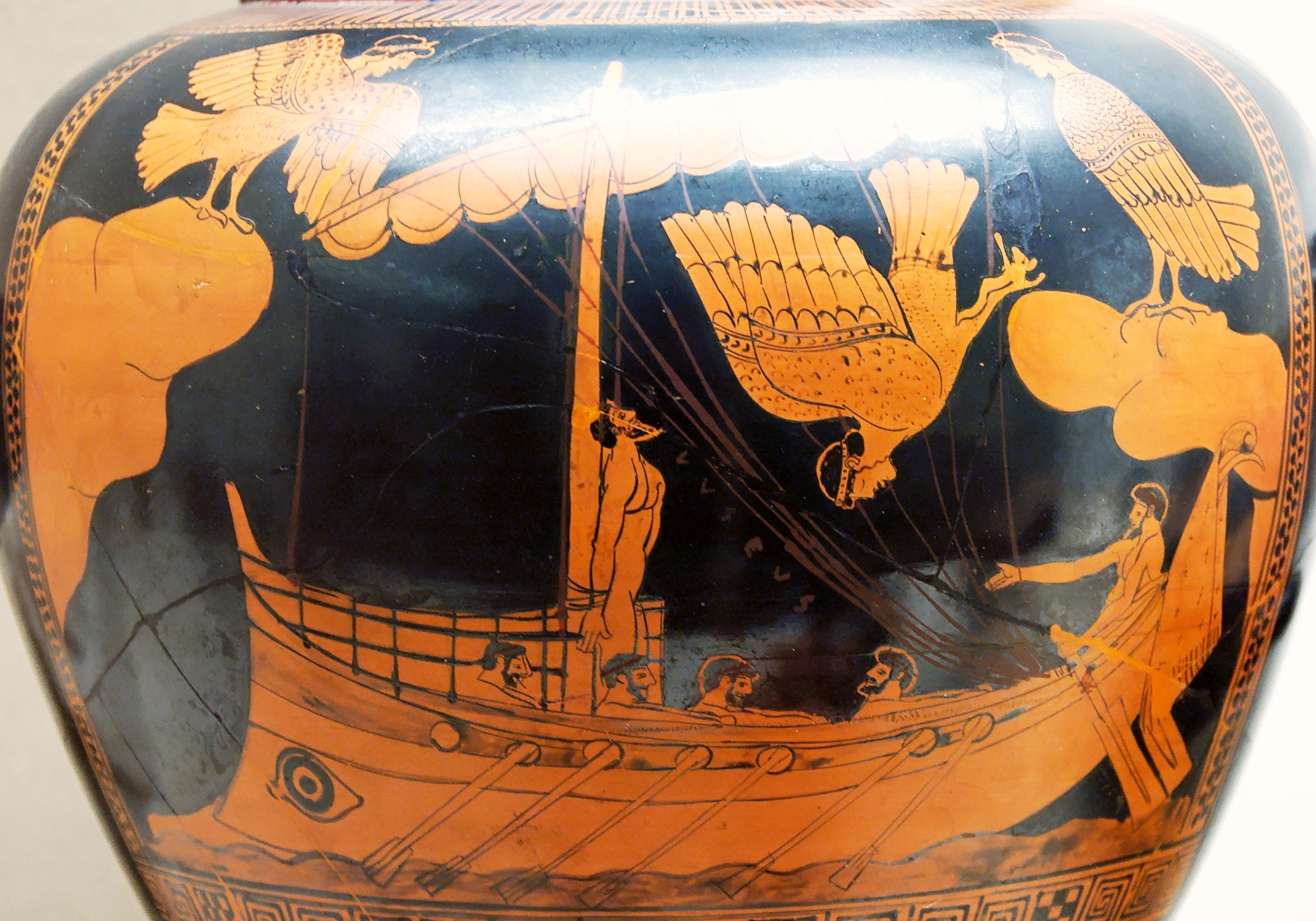
Одіссей і сирени 480-470 ст. до н.е.
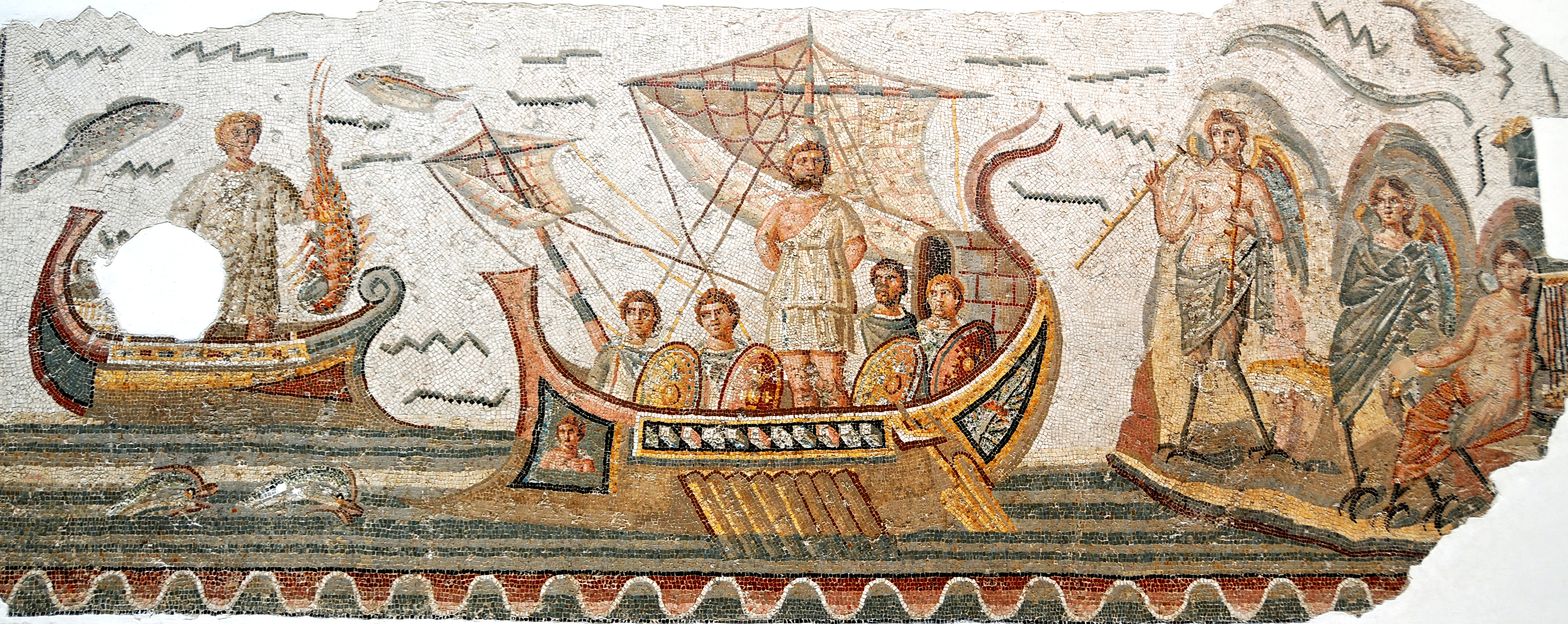
Одіссей і сирени 3 ст. н.е.
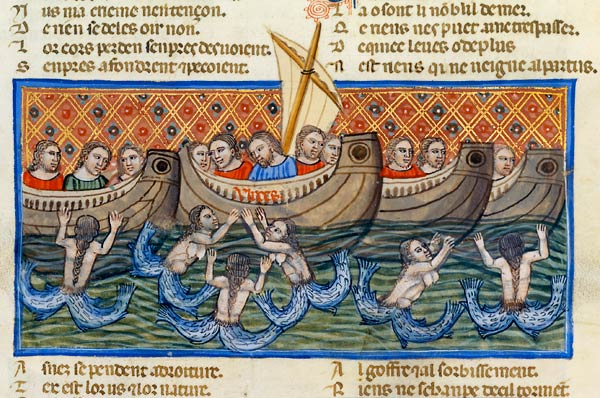
Одіссей і сирени 1340—1350
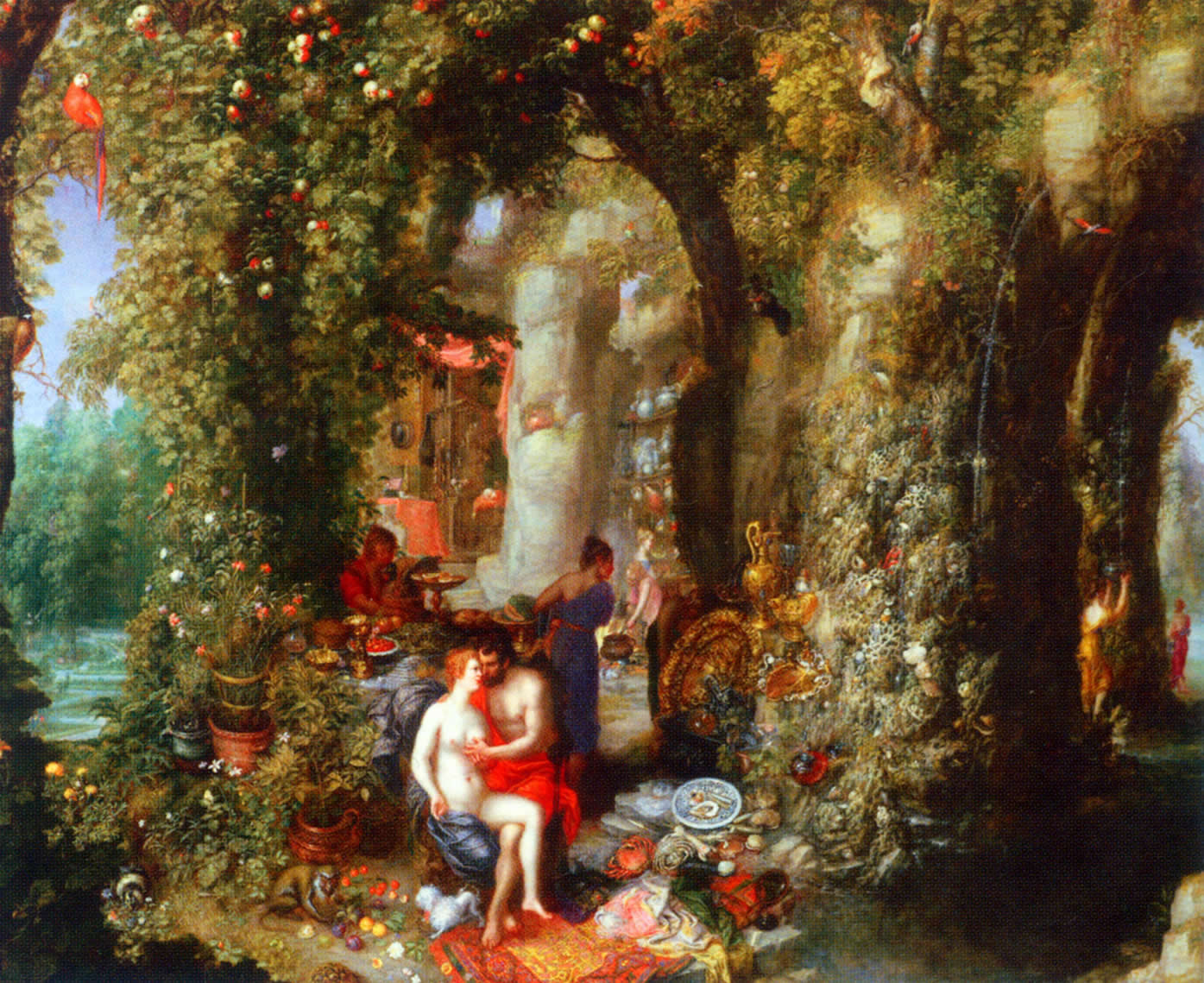
Печера з Одіссеєм і Каліпсо 1616, Брейгель Старший
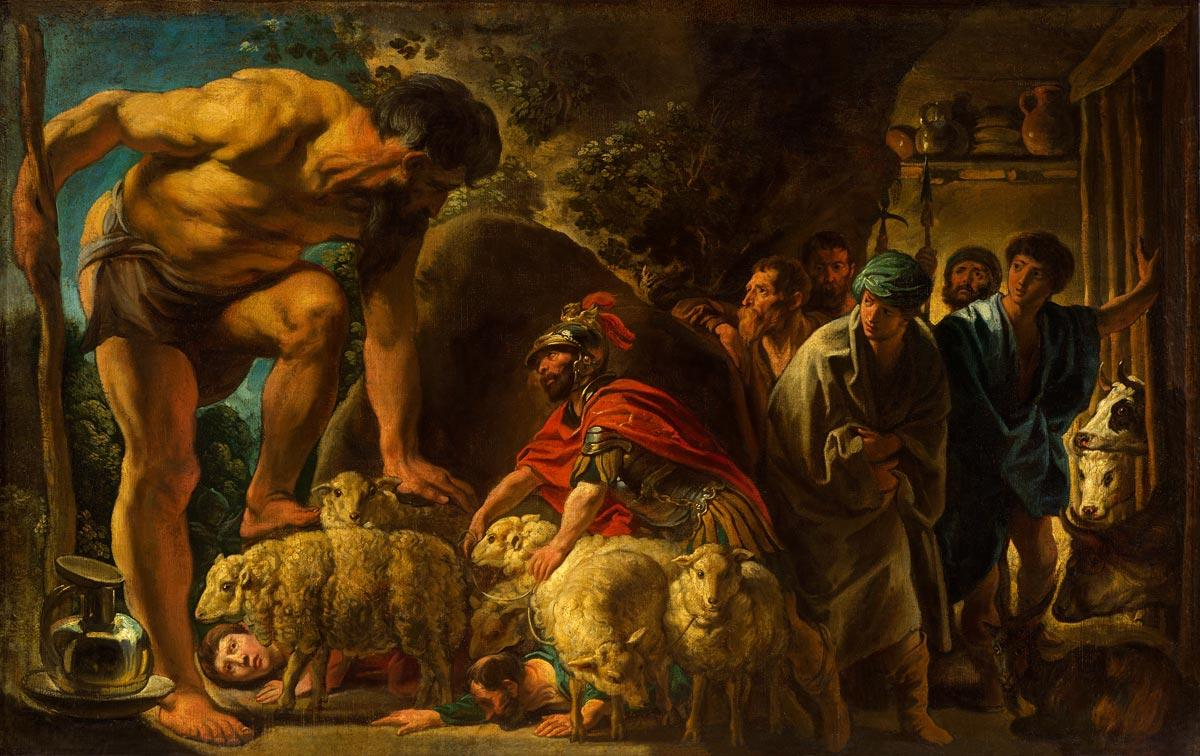
Одіссей в печері Поліфема до 1678, Йорданс
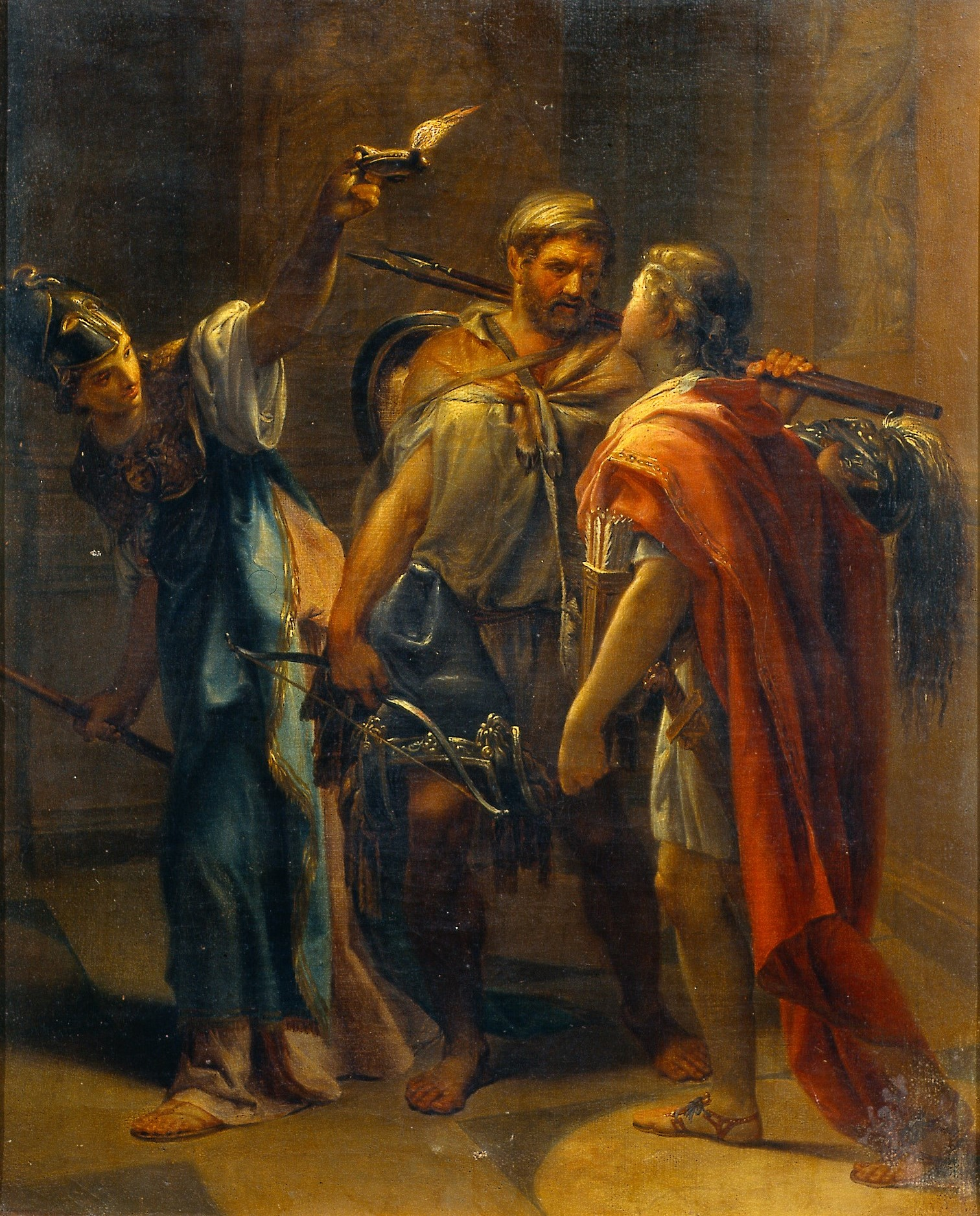
Повернення Одіссея до Ітаки 1812, Ноччі
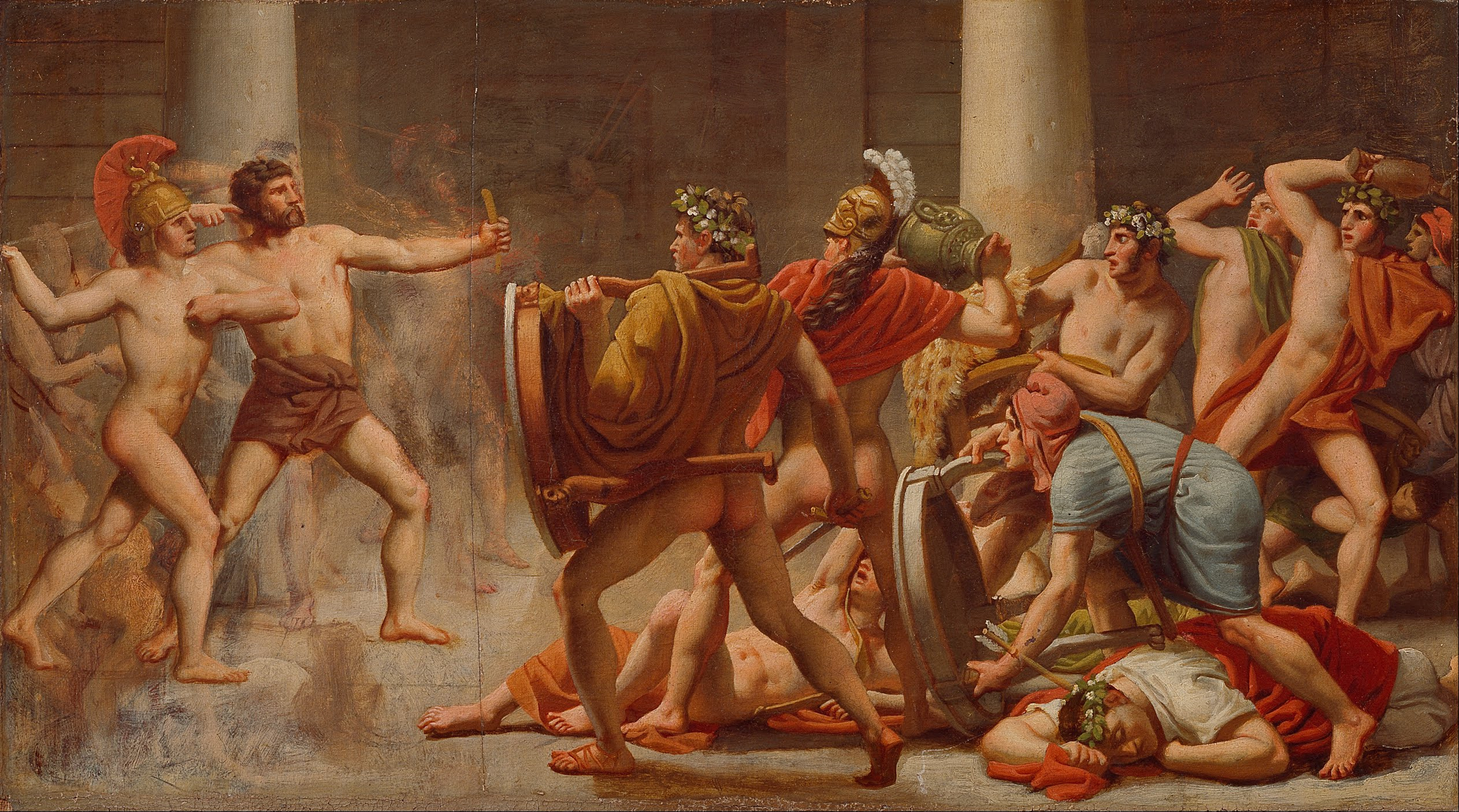
Убивство женихів 1814, Еккерсберг
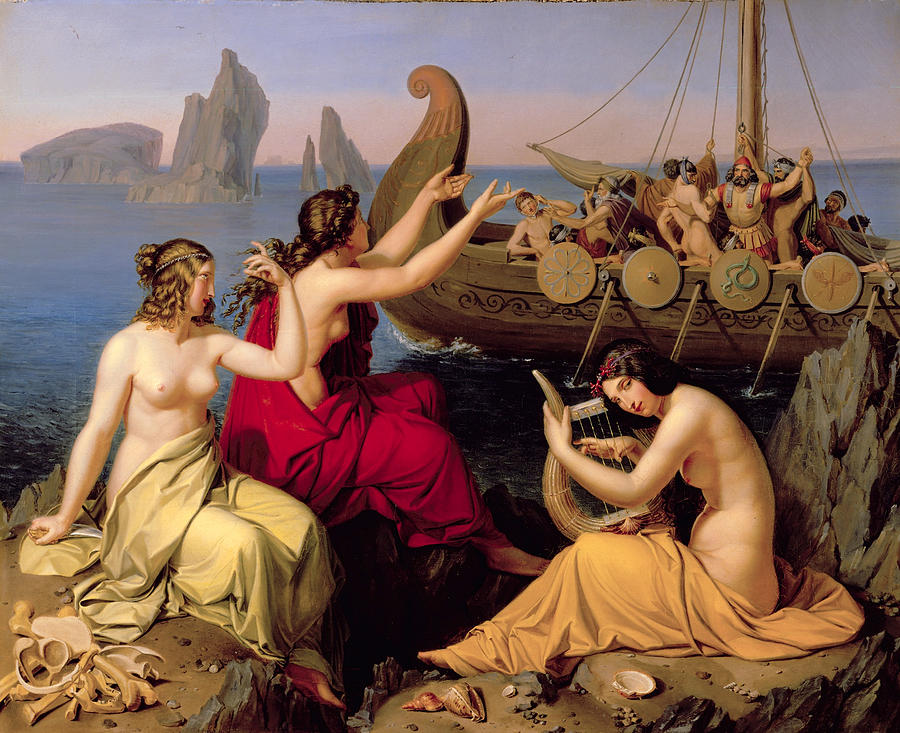
Одіссей і сирени 1829, Бруккманн
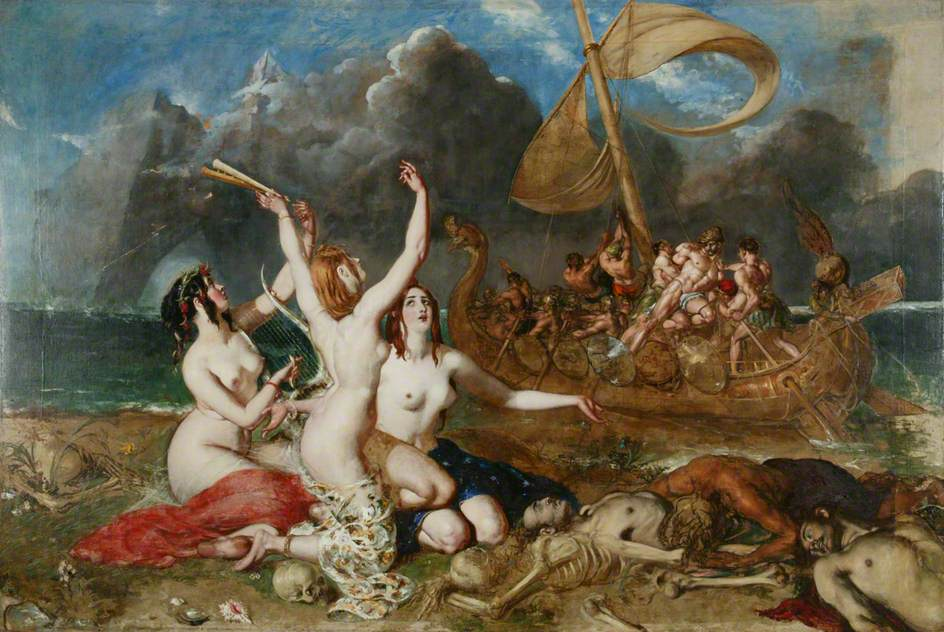
Сирени і Одіссей 1830-ті, Етті
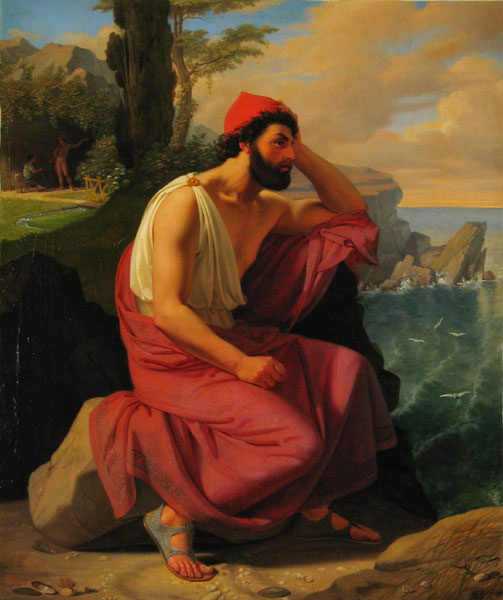
Одіссей 1830, Блунк
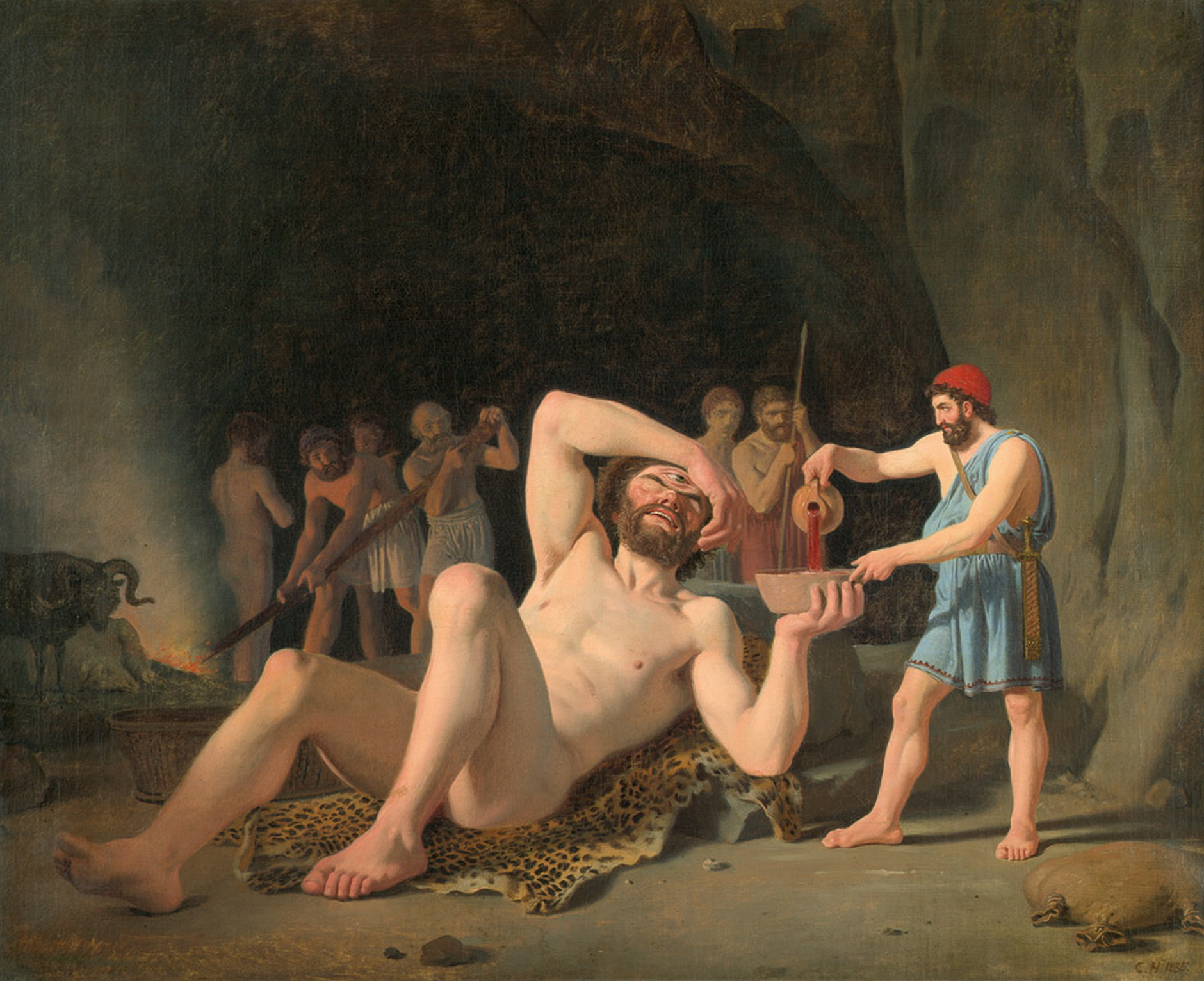
Одіссей і Поліфем 1835, Гансен
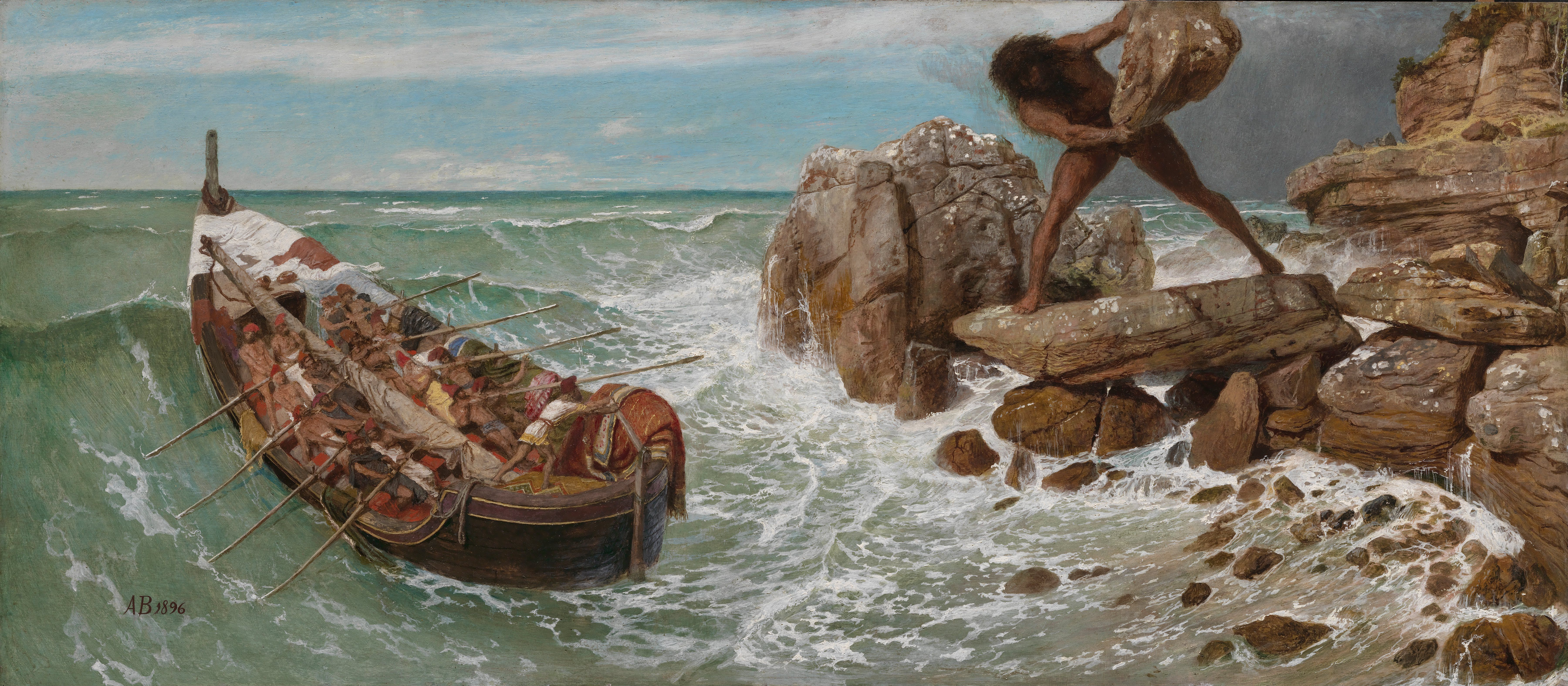
Одісей і Поліфем 1896, Бьоклін
Одіссей і сирени 1891, Вотерхауз
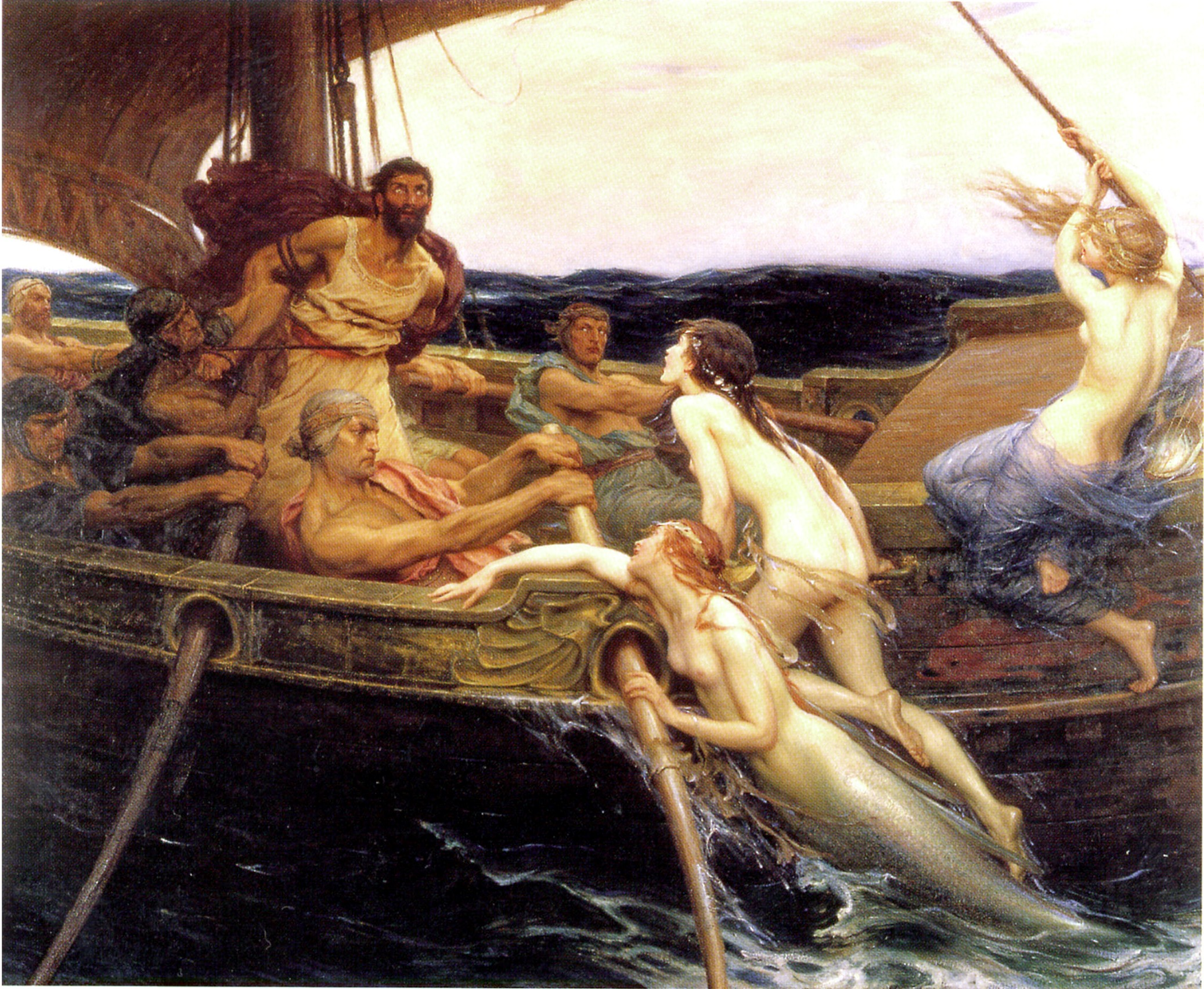
Одіссей і сирени 1909, Етті

### Музика
- Повернення Улісса на батьківщину — опера Клаудіо Монтеверді.
- Epic: The Musical – мюзикл Jorge Rivera-Herrans

## Словники
- Одіссея // Українська мала енциклопедія : 16 кн : у 8 т. / проф. Є. Онацький. — Буенос-Айрес, 1962. — Т. 5, кн. IX : Літери На — Ол. — С. 1190. — 1000 екз.
- "Одиссея // Литературная энциклопедия. Т. 8. — 1934
- Антична література. Довідник. К. — 1993